# اروپا ۵۱
اروپا ۵۱ (ایتالیایی: Europa '51) محصول ۱۹۵۲ سینمای نئورالیسم ایتالیا به کارگردانی روبرتو روسلینی است که در آن ستارگانی چون الکساندر ناکس و اینگرید برگمن در نقش زنی که پس از خودکشی پسرش دیوانه شده‌است بازی کرده‌اند.

## بازیگران
- اینگرید برگمن-- ایرنه جیراد
- الکساندر ناکس--جورج جیراد
- اتوره جانینی--آندرا کازاتی
- جولیتا ماسینا--پاسرتو
- مارچلا روونا--خانم پولیزی
- تینا پرنا-- چزیرا
- ساندرو فرانکینا-- میکله جیراد

## جوایز
اینگرید برگمن برنده جایزه روبان نقره‌ای انجمن ملی فیلم ایتالیا سال ۱۹۵۳ شد. به علاوه، روبرتو روسلینی برنده جایزه بین‌المللی شد و نامزد جایزه شیرطلایی در جشنواره فیلم ونیز سال ۱۹۵۲ شد.